# Protohaustorius longimerus
Protohaustorius longimerus är en kräftdjursart som först beskrevs av Edward Lloyd Bousfield.  Protohaustorius longimerus ingår i släktet Protohaustorius och familjen Haustoriidae. Inga underarter finns listade i Catalogue of Life.